# Septimius Severusbågen
Septimius Severus-bågen är en triumfbåge uppförd på Forum Romanum i Rom år 203 e.Kr. till den romerske kejsaren Septimius Severus ära.
Bågen har tre öppningar flankerade av kolonner på höga piedestaler och kröns av en attika med en minnesinskrift. Segergudinnor flankerar den mittersta bågöppningen, och relieferna på sidorna illustrerar kejsarens krig mot parterna på 190-talet. Socklarna, vilka bär upp kolonnerna, pryds av soldater och fångar. Ursprungligen stod förgyllda bronsstatyer ovanpå attikan.

## Inskription
Inskriptionen på Septimius Severus-bågen är en minnesinskrift.
IMP·CAES·LVCIO·SEPTIMIO·M·FIL·SEVERO·PIO·PERTINACI·AVG·PATRI·PATRIAE·PARTHICO·ARABICO·ET

PARTHICO·ADIABENICO·PONTIFIC·MAXIMO·TRIBVNIC·POTEST·XI·IMP·XI·COS·III·PROCOS·ET

IMP·CAES·M·AVRELIO·L·FIL·ANTONINO·AVG·PIO·FELICI·TRIBVNIC·POTEST·VI·COS·PROCOS·P·P

OPTIMIS·FORTISSIMISQVE·PRINCIPIBVS

OB·REM·PVBLICAM·RESTITVTAM·IMPERIVMQVE·POPVLI·ROMANI·PROPAGATVM

INSIGNIBVS·VIRTVTIBVS·EORUM·DOMI·FORISQVE·S·P·Q·R
Förenklat:
Imperatori Caesari Lucio Septimio Marci filio Severo Pio Pertinaci Augusto patri patriae Parthico Arabico et Parthico Adiabenico pontifici maximo tribunicia potestate XI imperatori XI consuli III proconsuli et Imperatori Caesari Marco Aurelio Luci filio Antonino Augusto Pio Felici tribunicia potestate VI consuli proconsuli patri patriae et Publio Septimio Getae nobilissimo Caesari optimis fortissimisque principibus ob rem publicam restitutam imperiumque populi Romani propagatum insignibus virtutibus eorum domi forisque senatus populusque Romanus.

## Bilder
| - Septimius Severusbågen med försvarstornet. Teckning av Matthys Bril. - Septimius Severusbågen. Målning av Canaletto från år 1742. - Septimius Severusbågen och Forum Romanum. Fotografi från år 1972. - Detaljbild av mittvalvet. |